# Židovský hřbitov v Lipanech
Židovský hřbitov v Lipanech byl založen v první polovině 19. století. V současnosti se tam nepohřbívá. Hřbitov se nachází v ulici Polná. Je známý i jako nový židovský hřbitov. Podle Památkového úřadu SR vznikl kolem roku 1855.
Před vznikem tohoto hřbitova místní židovská obec pohřbívala zesnulé na hřbitově v obci Brezovica. Od roku 1840 ve městě působilo pohřební bratrstvo (Chevra kadiša). V roce 2005 provedlo detašované pracoviště Ústředního svazu židovských obcí v Slovenské republice v Banské Bystrici rekonstrukci hřbitova. Obsahuje asi 150 náhrobků, náhrobní kameny pocházejí z poloviny 19. století.
17. července 2000 byl rozhodnutím MK SR-1610 / 99-400 prohlášen za kulturní památku.